# Kolossus
Kolossus är det fjärde studioalbumet av det norska black/extreme metal-bandet Keep of Kalessin. Albumet spelades in mellan november 2007 och januari 2008 och är producerat av Keep of Kalessins grundare, låtskrivare och gitarrist, Obsidian C. Efter en lång rad medlemsbyten tidigare hade bandet denna gång samma sättning som på den två år tidigare utgivna Armada. Det gavs ut 6 juni 2008 av Indie Recordings i Nordeuropa samt 10 juni samma år av Nuclear Blast i övriga Europa och Nordamerika. 
En begränsad digipack-utgåva innehåller utöver musik-CD:n en DVD med bakgrundsmaterial från inspelningen, intervjuer och en liveupptagning, Come Damnation, Live in Paris 2006. Dessutom släpptes en box i 500 exemplar som även innehöll ett hängsmycke föreställande den klo som också pryder omslaget till albumet. Kolossus finns även i vinylutgåva.
Till låten "Ascendant" skapades en musikvideo producerad av Patric Ullaeus.

## Låtlista
1. "Origin" – 2:28
2. "A New Empire's Birth" – 5:50
3. "Against the Gods" – 8:46
4. "The Rising Sign" – 7:27
5. "Warmonger" – 5:20
6. "Escape the Union" – 7:49
7. "The Mark of Power" – 4:55
8. "Kolossus" – 7:15
9. "Ascendant" – 4:31

## Medverkande
Keep of Kalessin
- Obsidian C. (ArntGrønbech) – gitarr, keyboard, bakgrundssång
- Thebon (Torbjørn Schei) – sång
- Wizziac (Robin Isaksen) – basgitarr
- Vyl (Vegar Larsen) – trummor

Övriga medverkande
- Haakon-Marius Pettersen – piano, keyboard
- Daniel Elide – percussion
- Torstein Parelius – texter
- Terje Johnsen – omslagsdesign